# Ediciones Robrenyo
Edicions Robrenyo fue una editorial española de vida efímera (1974-1985) pionera en la publicación en lengua catalana de obras maestras del teatro universal moderno.

## Historia
Oficiosamente Edicions Robrenyo fue fundada en 1974 en Mataró por Salvador Serres Sanz; en realidad, la nueva casa editora era propiedad de Jordi Casals i Closas, el cual, a causa de su militancia en el clandestino PSUC (formación comunista catalana), que le había costado ya dos meses de cárcel en 1969, designó prudentemente a Serres como testaferro. En 1978, ya fallecido el dictador e iniciada la transición democrática, Jordi Casals asumió la propiedad y la dirección de la empresa.

## Catálogo
Lo más emblemático del catálogo de Edicions Robrenyo fue la colección Teatre de Tots els Temps («Teatro de todos los tiempos»), en la que se editaron en lengua catalana un total de veintisiete piezas teatrales.La colección se inclinó por figuras polémicas o marginales del teatro europeo, ruso y estadounidense, desde el drama isabelino de Christopher Marlowe hasta las propuestas más vanguardistas del siglo XX; algunos de los autores de su nómina son Alfred de Musset, George Bernard Shaw, August Strindberg, Luigi Pirandello, Bertolt Brecht y Clifford Odets. 
Los textos de estos dramaturgos extranjeros iban a menudo precedidos por un conciso estudio del autor y de su obra a cargo de un crítico experto o del mismo traductor.De entre los dramaturgos catalanes del momento incluidos en la colección cabe destacar a Josep Maria Benet i Jornet, Agustí Bartra, Carles Reig, Francesc Castells y Antoni Ribas.
Tras retomar Jordi Casals las riendas de la empresa, el sello apostó por la diversificación y la creación de nuevas colecciones y series: El Fanal de Gas (poesía), Laberints Oberts (ensayo), la Sèrie Fructuós Gelabert (cine) y la Sèrie Nova de Narrativa, entre otras.